# Kharkiv R-10
Le Kharkiv R-10, ou KhAI-5 (en ukrainien : « Р-10 » ou « ХАІ-5 ») était un avion de reconnaissance et bombardier léger soviétique, conçu en Ukraine au milieu des années 1930 par l'Institut d'aviation de Kharkov (KhAI, XAI en ukrainien), sous la direction de Iosif Grigorevich Nyeman (aussi écrit « Neman »). L'avion était d'ailleurs parfois également désigné Neman R-10.

## Conception et développement
Le développement du R-10 commença en janvier 1934 en Ukraine, alors membre de l'Union soviétique. Le bureau d'études de Kharkhov avait déjà participé à la conception du KhAI-1, premier avion de transport de passagers d'URSS à être doté d'un train d'atterrissage rétractable. Les spécifications émises par l'institut de recherches prévoyaient le développement d'un avion adapté au moteur Shvetsov M-22 — un Bristol Jupiter produit sous licence —, d'une puissance de 480 ch (353 kW), avec en option la possibilité d'installer un Wright Cyclone SGR-1820 F3 de 712 ch (524 kW). Avec le M-22, l'avion devait pouvoir atteindre une vitesse de 320–340 km/h et un plafond de 7 800 m. Armé de deux mitrailleuses (une ShKAS avec 500 cartouches dans l'aile droite et la mitrailleuse défensive arrière), il devait pouvoir embarquer de 200 à 500 kg de bombes sur une distance de 800 à 1 200 km. Le 4 mars 1936 Nyeman, avec l'aide de Tupolev, finalisa la conception du prototype de l'avion, portant la désignation KhAI-5 (en ukrainien : « ХАІ-5 ») et recevant le moteur M-25, une version produite sous licence du Wright Cyclone SGR-1820.
Ce premier prototype effectua son premier vol à la fin du mois juin 1936, emmené par le pilote d'essais Koudrine. Ses ailes étaient encore temporaires et reçurent plusieurs améliorations au cours des essais. L'avion fut ensuite envoyé sur une base militaire soviétique située dans le district de Leoniha Schelkovskogo, dans la banlieue de Moscou, pour y subir les tests gouvernementaux du 29 août au 24 octobre 1936. Il avait une masse au décollage de 2 515 kg et avait une vitesse maximale de 388 km/h à 2 500 m d'altitude. Sa distance franchissable maximale était de 1 450 km.
En dépit de performances plus faibles, il remporta un concours contre un autre avion de reconnaissance, le Kochyerigin R-9, et fut autorisé à la production le 2 novembre 1936 par le commandant de l'Armée rouge Yakov Alksnis avec la désignation militaire R-10, la lettre « R » signifiant « reconnaissance » (en russe : « разведчик »). À la demande des militaires, une autre mitrailleuse ShKAS fut ajoutée aux deux déjà présentes. Propulsé par un moteur à 9 cylindres en étoile Chvetsov M-25 (en) — Wright SGR-1820-F-3 Cyclone produit sous licence — de 712 ch (531 kW), il était de conception moderne pour son époque.
Le 23 septembre 1936, avant même le lancement officiel de la production en série, le Ministère de l'Industrie de la défense soviétique décida la construction de l'usine no 135, où allaient être produits les avions. La production des premiers exemplaires pour effectuer des essais militaires était prévue pour les mois de mars et avril 1937. Le premier des avions de série devait sortir des chaînes d'assemblage avant le 1er mai 1937.
En septembre 1937 trois exemplaires à moteurs M-25A équipés d'une hélice à pas fixe AV-1 furent transférés au 20e escadron de reconnaissance, dans le district militaire de Kharkov. Les pilotes militaires notèrent que l'avion avait une vitesse élevée, était facile d'emploi et était stable en vol. Il était également manœuvrable, se pliant sans problème à l'exercice des manœuvres de voltige. Toutefois, il n'était pas exempt de défauts. Parmi ceux-ci, il fut noté que le moteur surchauffait facilement pendant les heures chaudes de la journée, ce qui imposait d'utiliser ces avions tôt le matin ou tard en soirée. Au cours des divers essais, plus de 100 défauts de fabrication furent identifiés. À la demande de la force aérienne soviétique, un réservoir supplémentaire de 164 litres fut installé derrière le siège du pilote. Sur les exemplaires de série suivants, des ailerons et une dérive avec une structure en duralumin recouverte de tissu furent installés. L'hélice fut remplacée par une VISH-6 bipale à pas variable, les réservoirs de carburant soudés furent remplacés par des modèles rivetés, et un nouveau collecteur d'échappement fut installé.
Le 24 décembre 1937, lors d'un des vols de livraison des appareils sortis de l'usine, un accident se produisit, tuant le pilote d'essai Burylin et le chef du centre d'essais en vol. Le résultat de l'« enquête » menée par les services du Commissariat du peuple aux Affaires intérieures (NKVD) mena en avril 1938 à l'arrestation de plusieurs ingénieurs du bureau d'études, accusés de sabotage et espionnage, une accusation assez courante à cette période. Le 11 décembre 1938, ce fut au tour de Nyeman d'être arrêté pour les mêmes raisons, l'affaire se soldant par une condamnation à une peine de quinze ans de travaux forcés « pour avoir organisé le sabotage de l'usine et pour espionnage pour le compte d'une puissance étrangère ». Il fut toutefois libéré le 19 juillet 1941 et réintégra ses bureaux, toutes les charges retenues contre lui ayant été abandonnées. En 1938, seule une série de 100 avions avait été produite. Des travaux pour l'élimination des défauts furent entrepris et prirent fin en avril 1939, suivis de la reprise de la production en série normal de l'appareil. Plusieurs des défauts furent corrigés directement en cours de production. Au début de l'année 1940, 493 exemplaires furent produits dans les usines de Kharkiv et Saratov.
Le moteur du R-10 demeurait cependant trop peu puissant pour contenter les pilotes et dirigeants militaires soviétiques, et en 1938 une version KhAI-5bis fut testée avec un moteur M-25E plus puissant, atteignant une vitesse de 425 km/h. En 1938, l'avion d'attaque KhAI-52 — basé sur le R-10 — fut également développé. Il était propulsé par un Chvetsov M-63 de 900 ch (670 kW) et armé de sept mitrailleuses et de 400 kg de bombes. La production d'une série expérimentale de dix appareils était prête, mais fut stoppée par l'arrestation de Nyeman. Dès 1939, tous les travaux de développement du R-10 furent stoppés et remplacés par la production dans l'usine no 135 du BB-1, ensuite redésigné Soukhoï Su-2.
Quelques R-10 de production reçurent les moteurs plus puissants Toumanski M-88, Chvetsov M-62 et Chvetsov M-63. Plus de soixante appareils, retirés de la force aérienne soviétique, furent utilisés à partir de 1940 comme avions de transport de courrier par la compagnie Aeroflot, sous la désignation de PS-5 (en russe : « ПС-5 »). Ils possédaient trois sièges pour des passagers.

## Caractéristiques
Comme le Kharkiv KhAI-1, le R-10 était un avion de conception conventionnelle, avec une aile cantilever basse en bois recouvert de contreplaqué d'une épaisseur de 1,5 à 2 mm. Le fuselage était de construction semi-monocoque, et le train d'atterrissage se rétractait dans les ailes. Le moteur était dissimulé sous un carénage aérodynamique diminuant fortement la traînée produite en vol. L'équipage consistait en un pilote et un observateur/mitrailleur arrière, qui était installé dans une tourelle possédant une mitrailleuse. Dans le plancher de son compartiment se trouvait une caméra AFA-13 montée sur un châssis orientable pour effectuer les tâches de reconnaissance assignées à l'avion.
Entre les places des deux membres d'équipage étaient installés les réservoirs de carburant et une soute à bombes verticale. La charge maximale de bombes était de 300 kg, répartis en six bombes de 50 kg ou dix bombes de 25 kg. L'avion était propulsé par différentes versions du Chvetsov M-25 (en) et du Chvetsov M-63 qui en était dérivé. Ces moteurs étaient en fait des dérivés conçus et produits sous licence du moteur britannique Wright R-1820 et entraînaient une hélice bipale métallique Hamilton Standard à pas variable.

## Versions
- KhAI-5 : (en ukrainien : XAI-5) Désignation du prototype, qui effectua son premier vol en 1936 ;
- R-10 : (en ukrainien : P-10) Version de série dérivée du KhAI-5, dont la production fut autorisée pour la force aérienne soviétique. Le « R » de sa désignation signife « reconnaissance » (en russe : « разведчик »). Propulsé par un moteur à 9 cylindres en étoile Chvetsov M-25 (en) — Wright SGR-1820-F-3 Cyclone produit sous licence — de 712 ch (531 kW), il fut produit à 493 exemplaires ;
- KhAI-5bis : (en ukrainien : XAI-5bis) Version développée en 1938, dotée d'un moteur M-25E plus puissant ;
- KhAI-52 : (en ukrainien : XAI-52) Avion d'attaque dérivé du R-10 développé en 1938, propulsé par un Chvetsov M-63 de 900 ch (670 kW) et armé de sept mitrailleuses et de 400 kg de bombes. Une production de dix exemplaires fut prévue mais n'eut jamais lieu ;
- PS-5 : (en ukrainien : « ПС-5 ») Environ 60 exemplaires du R-10 retirés des lignes de front et utilisés par l'Aeroflot pour le transport de courrier et de passagers.

## Carrière opérationnelle

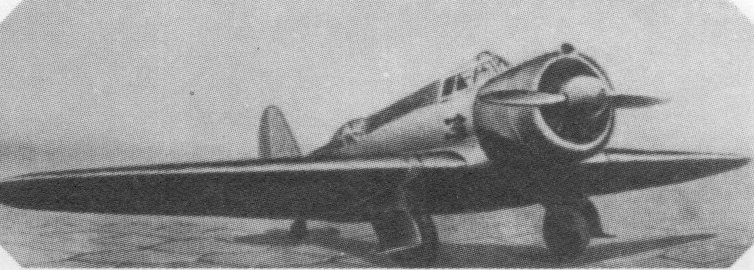
R-10.

L'avion entra en service dans la force aérienne soviétique en 1937, remplaçant quelques Polikarpov R-5. Les R-10 furent utilisés au combat pour la première fois pendant la bataille de Khalkhin Gol, opposant l'Union soviétique et l'Empire japonais en 1939. Ils furent ensuite utilisés pendant la première phase de la Seconde Guerre mondiale, débutant en septembre 1939 par l'invasion de la Pologne par les troupes du IIIe Reich. Ils n'y virent cependant aucun combat. Ils furent également engagés contre la Finlande pendant la Guerre d'hiver, se déroulant en 1939 et 1940.
Les R-10 furent ensuite utilisés pendant la première période de la Grande Guerre patriotique (aussi désignée « Front de l'Est »), qui opposa l'Union soviétique à l'Allemagne nazie, à la suite de l'attaque allemande du 22 juin 1941, marquant le début des hostilités et désormais plus connue sous le nom d'« Opération Barbarossa ». À cette période, les R-10 étaient déjà clairement obsolètes et subirent de lourdes pertes, de même que le reste de la force aérienne soviétique. Beaucoup d'avions furent détruits au sol. Ils furent utilisés comme appareils de reconnaissance et, en cas de besoin, comme bombardiers légers. Plusieurs furent plus tard utilisés comme bombardiers de nuit, afin de diminuer les pertes causées par la chasse ennemie. Les R-10 restants furent retirés du service au combat en 1943, bien que deux pilotes finlandais aient affirmé en utiliser en 1944.

## Utilisateurs
- Union soviétique :
  - Forces aériennes soviétiques : Les forces soviétiques utilisèrent l'avion pendant les premières phases de la Seconde Guerre mondiale. L'avion fut retiré du service actif en 1943 ;
  - Aeroflot : L'Aeroflot utilisa une soixantaine d'appareils déclassés pour le transport de courrier et de passagers. Ces appareils étaient légèrement modifiés, la soute à bombes étant utilisée pour emporter le courrier ou des passagers.

## Spécifications techniques
Données de The Osprey Encyclopaedia of Russian Aircraft 1875–1995
Caractéristiques générales
- Équipage : 2 membres : 1 pilote + 1 observateur/mitrailleur
- Longueur : 9,3 m
- Envergure : 12,2 m
- Surface alaire : 26,8 m2
- Masse à vide : 1 823 kg
- Masse typique : 2 875 kg
- Masse maximale au décollage : 3 200 kg
- Moteur : 1   Moteur à pistons à 9 cylindres en étoile refroidis par air Chvetsov M-25 (en) (Wright SGR-1820-F-3 Cyclone produit sous licence) de 712 ch (531 kW)
- Réservoirs : 260 kg de carburant + 30 kg d'huile

 Performances 
- Vitesse maximale : 388 km/h
- Vitesse de décrochage : 125 km/h
- Distance franchissable en convoyage : 1 450 km
- Plafond : 7 700 m
- Charge alaire : 68,02 kg/m2
- Rapport poids-puissance : 3,43 kg/kW

- Distance de décollage : 250 m
- Distance d'atterrissage : 230 m

Armement
- Mitrailleuses :
  - 2 mitrailleuses fixes ShKAS de calibre 7,62 mm tirant vers l'avant dans la partie supérieure du fuselage (450 cartouches/arme[2]) ;
  - 1 mitrailleuse mobile défensive ShKAS de calibre 7,62 mm dans le poste défensif arrière (600 cartouches[2]).
- Bombes :
  - 300 kg de bombes (400 kg en configuration de surcharge) : 6 bombes FAB 50 de 50 kg ou dix bombes de 25 kg dans une soute ventrale.